# Admagetobriga
Admagetobriga (escrit també Admagetobria, Amagetobria, Magetobria o Magetòbria), probablement Magetobriga en origen, és el lloc de la Gàl·lia on el cap germànic Ariovist va derrotar els gals a la coneguda com a batalla de Magetobriga.
La seva localització és desconeguda, per bé que hom creu que probablement estava a l'Alsàcia, prop de Sélestat. Una altra localització possible seria l'oppidum gal al turó de Mons Arduus (actual Mont Ardoux), a Pontailler-sur-Saône i Heuilley-sur-Saône. Prop d'allí, a la confluència entre l'Ognon i el Saona, a mitjan segle XVII es va trobar la nansa d'una àmfora o d'una urna amb la inscripció "Magetob.", però després va desaparèixer i no es va poder comprovar si era una troballa autèntica.
L'unic autor que sembla que hi ha mencionat una batalla és Juli Cèsar però la ubicació s'ha discutit en societats erudites. El geògraf i historiador Philipp Clüver la va situar a Bingen, el cartògraf francès Nicolas Sanson a Nahebruck, perquè va llegir Nagetobrica, Blaise de Vinège i Martin Bouquet a Montbéliard, Crestin a Grey, Chevalier a Gevry.